# HT Tatran Prešov
El HT Tatran Prešov es un club de balonmano eslovaco de la ciudad de Prešov. Compite en la Liga de Eslovaquia de balonmano y en la Liga SEHA.

## Palmarés
- Liga de Eslovaquia de balonmano: (19)
  - 2004, 2005, 2007, 2008, 2009, 2010, 2011, 2012, 2013, 2014, 2015, 2016, 2017, 2018, 2019, 2021, 2022, 2024, 2025
- Copa de Eslovaquia de balonmano: (25)
  - 1971, 1974, 1975, 1976, 1978, 1981, 1982, 2002, 2004, 2005, 2007, 2008, 2009, 2010, 2011, 2012, 2013, 2014, 2015, 2016, 2017, 2018, 2020, 2023, 2024

## Plantilla 2021-22
|  | Porteros - 12 Tilen Leben - 86 Marcos Colodeti Extremos derechos - 3 Nuno Santos - 5 Tomáš Fech Extremos izquierdos - 28 Sergio Lopez Garcia - 33 Dávid Michalka Pívots - 22 Viasheslav Kasatkin | Laterales izquierdos - 2 Oliver Rábek - 10 Tomáš Rečičár - 17 Jakub Kravčák - 77 Roman Tsarapkin Centrales - 4 Pedro Pacheco - 9 Dominik Krok - 66 Pavel Caballero - 78 Valentsin Kuran Laterales derechos - 7 Guilherme Linhares |